# Elezioni parlamentari in Montenegro del 1992
Le elezioni parlamentari in Montenegro del 1992 si tennero il 20 dicembre. Esse hanno visto la vittoria del Partito Democratico dei Socialisti del Montenegro e la riconferma di Milo Đukanović come Primo ministro.

## Risultati
| Liste                                             | Voti    | %     | Seggi |
| ------------------------------------------------- | ------- | ----- | ----- |
| Partito Democratico dei Socialisti del Montenegro | 125 578 | 43,78 | 46    |
| Partito Popolare                                  | 37 532  | 13,08 | 14    |
| Alleanza Liberale del Montenegro                  | 35 564  | 12,40 | 13    |
| Partito Radicale Serbo per il Montenegro          | 22 265  | 7,76  | 8     |
| Partito Socialista Nazionale                      | 12 294  | 4,29  | 4     |
| Lega Democratica del Montenegro                   | 11 388  | 3,97  | –     |
| Partito Socialista del Montenegro                 | 8 412   | 2,93  | –     |
| Opposizione Democratica                           | 7 828   | 2,73  | –     |
| Lega dei Comunisti - Movimento per la Jugoslavia  | 6 236   | 2,17  | –     |
| Associazione dei Combattenti 91/92                | 4 198   | 1,46  | –     |
| Rinnovamento Nazionale Serbo                      | 3 894   | 1,36  | –     |
| Altri <1,00%                                      | 10 950  | 3,82  | –     |
| Totale                                            | 286 839 | 100   | 85    |